# 第12回日本女子サッカーリーグ
第12回日本女子サッカーリーグ（L・リーグ）は、2000年7月1日から12月9日まで開催された。

## 概略
前回の終了後にOKI FC Windsの廃部と日本体育大学女子サッカー部の脱退やスポンサーの撤退による3チームのクラブチーム化（伊賀フットボールクラブくノ一
、スペランツァF.C.高槻、宝塚バニーズレディースサッカークラブ）によりさらに厳しい状況に立たされたL・リーグだが、新たにジェフユナイテッド市原レディース、YKK東北女子サッカー部フラッパーズ、ルネサンスフットボールクラブの3チームを加えた9チーム編成とし、東西の地域別に分けた「一次リーグ」と、その成績により上位リーグと下位リーグに分けた「決勝リーグ」を行うことにした。
また試合観戦を無料としたが、これは有料開催だと会場によっては基本料金が無料開催の2ないし5倍と大幅に上がる上、その収益に応じて会場使用料をさらに追加することになるため、1000円という比較的安価な入場料ではあっても徴収するとかえって経費が掛かるということを考慮したのである。しかし会場によってはスタンド付であっても交通の不便なところであったり、日テレ・ベレーザの試合がJリーグ・東京ヴェルディの練習場「ヴェルディグラウンド」で試合が行われるなど、観客の立場からは非常に観戦しづらい状況に置かれることになった。

他方では「サッカーをすること」そして「日本女子代表になること」を目的とする選手を中心に構成された従来から所属の「セミプロクラブ」や「実業団チーム」と、「サッカーを楽しむ」ことを目的として新たに加入の「市民チーム」との対戦とが一次リーグでは生じ、レベルや意識の違いから対戦の際にさまざまな弊害が指摘された。
なおこの年から外国人選手登録が再び可能となったが、登録された選手はいない。

## 競技方法
- 開催期間：2000年7月1日‐12月9日
- 試合時間：90分（45分ハーフ）で行う。その時点で同点の場合は引き分けとする。
- 一次リーグ：東日本（4チーム）、西日本（5チーム）の各リーグにより2回戦総当たり。
- 決勝リーグ：一次リーグの各地区上位2チームずつ（計4チーム）による「上位リーグ」は2回戦総当たり、それ以外の5チームによる「下位リーグ」は1回戦総当たり。
- 順位：

1.決勝リーグでの成績（ただし上位リーグは1位から4位、下位リーグは5位から9位）
2.勝点（勝利3点、引分1点、敗戦0点）
3.全試合の得失点差
4.全試合の総得点数
5.直接対決の成績（1.勝利数、2.得失点差、3.総得点数）
6.抽選
- 選手登録：

1.チーム登録の選手は25名までとする。
2.外国籍選手は5名登録、3名出場ができる。
3.下部組織として登録したチームから所属選手5名までを登録することができる。

## 参加チーム
東地区
| チーム名                          | 本拠地         | 前年成績 | 備考                |
| --------------------------------- | -------------- | -------- | ------------------- |
| YKK東北女子サッカー部フラッパーズ | 宮城県三本木町 | 新規参入 |                     |
| 浦和レイナス                      | 埼玉県浦和市   | 7位      |                     |
| ジェフユナイテッド市原レディース  | 千葉県市原市   | 新規参入 |                     |
| 日テレ・ベレーザ                  | 東京都稲城市   | 2位      | NTVベレーザから改称 |

西地区
| チーム名                             | 本拠地       | 前年成績 | 備考                                    |
| ------------------------------------ | ------------ | -------- | --------------------------------------- |
| 伊賀フットボールクラブくノ一         | 三重県伊賀町 | 4位      | プリマハムFCくノ一から改称              |
| スペランツァF.C.高槻                 | 大阪府高槻市 | 5位      | 松下電器パナソニック バンビーナから改称 |
| 宝塚バニーズレディースサッカークラブ | 兵庫県宝塚市 | 6位      |                                         |
| 田崎ペルーレFC                       | 兵庫県神戸市 | 3位      |                                         |
| ルネサンスフットボールクラブ         | 熊本県熊本市 | 新規参入 |                                         |

## 成績
○：勝利　△：引き分け　●：敗戦

### 一次リーグ

#### 東日本
- 開催期間：2000年7月2日‐9月24日

| 順位 | チーム                             | 勝点 | 勝 | 分 | 敗 | 得点 | 失点 | 得失差 | 結果                            |            | 日テレ    | YKK       | 浦和      | ジェフ     |
| ---- | ---------------------------------- | ---- | -- | -- | -- | ---- | ---- | ------ | ------------------------------- | ---------- | --------- | --------- | --------- | ---------- |
| 1位  | 日テレ・ベレーザ                   | 16   | 5  | 1  | 0  | 25   | 1    | +24    | 決勝リーグ（上位リーグ） へ進出 |            | ＼        | ○3-0 △1-1 | ○2-0 ○4-0 | ○10-0 ○5-0 |
| 2位  | YKK東北女子サッカー部 フラッパーズ | 11   | 3  | 2  | 1  | 22   | 6    | +16    | 決勝リーグ（上位リーグ） へ進出 | ●0-3 △1-1  | ＼        | △0-0 ○6-1 | ○7-1 ○8-0 |            |
| 3位  | 浦和レイナス                       | 5    | 1  | 2  | 3  | 4    | 13   | -9     | 決勝リーグ（下位リーグ） へ進出 | ●0-2 ●0-4  | △0-0 ●1-6 | ＼        | ○2-0 △1-1 |            |
| 4位  | ジェフユナイテッド市原 レディース  | 1    | 0  | 1  | 5  | 2    | 33   | -31    | 決勝リーグ（下位リーグ） へ進出 | ●0-10 ●0-5 | ●1-7 ●0-8 | ●0-2 △1-1 | ＼        |            |

#### 西日本
- 開催期間：2000年7月1日‐10月1日

| 順位 | チーム                                | 勝点 | 勝 | 分 | 敗 | 得点 | 失点 | 得失差 | 結果                            |             | 田崎        | 伊賀      | 高槻      | 宝塚        | RNAS        |
| ---- | ------------------------------------- | ---- | -- | -- | -- | ---- | ---- | ------ | ------------------------------- | ----------- | ----------- | --------- | --------- | ----------- | ----------- |
| 1位  | 田崎ペルーレFC                        | 21   | 7  | 0  | 1  | 51   | 6    | +45    | 決勝リーグ（上位リーグ） へ進出 |             | ＼          | ○2-1 ●1-4 | ○1-0      | ○4-1 ○7-0   | ○18-0 ○17-0 |
| 2位  | 伊賀フットボールクラブ くノ一         | 19   | 6  | 1  | 1  | 43   | 5    | +38    | 決勝リーグ（上位リーグ） へ進出 | ●1-2 ○4-1   | ＼          | ○2-1 △1-1 | ○7-0 ○2-0 | ○15-0 ○11-0 |             |
| 3位  | スペランツァF.C.高槻                  | 11   | 3  | 2  | 3  | 19   | 6    | +13    | 決勝リーグ（下位リーグ） へ進出 | ●0-1        | ●1-2 △1-1   | ＼        | ○3-0 △0-0 | ○5-0 ○9-1   |             |
| 4位  | 宝塚バニーズレディース サッカークラブ | 7    | 2  | 1  | 5  | 9    | 23   | -14    | 決勝リーグ（下位リーグ） へ進出 | ●1-4 ●0-7   | ●0-7 ●0-2   | ●0-3 △0-0 | ＼        | ○5-0 ○3-0   |             |
| 5位  | ルネサンス フットボールクラブ         | 0    | 0  | 0  | 8  | 1    | 83   | -82    | 決勝リーグ（下位リーグ） へ進出 | ●0-18 ●0-17 | ●0-15 ●0-11 | ●0-5 ●1-9 | ●0-5 ●0-3 | ＼          |             |

### 決勝リーグ

#### 上位リーグ
- 開催期間：2000年11月5日‐12月9日

| 順位 | チーム                             | 勝点 | 勝 | 分 | 敗 | 得点 | 失点 | 得失差 |           | 日テレ    | 伊賀      | 田崎      | YKK       |
| ---- | ---------------------------------- | ---- | -- | -- | -- | ---- | ---- | ------ | --------- | --------- | --------- | --------- | --------- |
| 1位  | 日テレ・ベレーザ                   | 14   | 4  | 2  | 0  | 9    | 3    | +6     |           | ＼        | ○1-0 ○2-0 | △2-2 ○2-0 | ○1-0 △1-1 |
| 2位  | 伊賀フットボールクラブ くノ一      | 8    | 2  | 2  | 2  | 8    | 7    | +1     | ●0-1 ●0-2 | ＼        | △2-2 ○2-1 | ○3-0 △1-1 |           |
| 3位  | 田崎ペルーレFC                     | 4    | 0  | 4  | 2  | 7    | 10   | -3     | △2-2 ●0-2 | △2-2 ●1-2 | ＼        | △0-0 △2-2 |           |
| 4位  | YKK東北女子サッカー部 フラッパーズ | 4    | 0  | 4  | 2  | 4    | 8    | -4     | ●0-1 △1-1 | ●0-3 △1-1 | △0-0 △2-2 | ＼        |           |

#### 下位リーグ
- 開催期間：2000年11月5日‐12月3日

| 順位 | チーム                                | 勝点 | 勝 | 分 | 敗 | 得点 | 失点 | 得失差 |       | 高槻  | 浦和 | 宝塚  | ジェフ | RNAS  |
| ---- | ------------------------------------- | ---- | -- | -- | -- | ---- | ---- | ------ | ----- | ----- | ---- | ----- | ------ | ----- |
| 1位  | スペランツァF.C.高槻                  | 12   | 4  | 0  | 0  | 19   | 3    | +16    |       | ＼    | ○3-1 | ○4-2  | ○2-0   | ○10-0 |
| 2位  | 浦和レイナス                          | 9    | 3  | 0  | 1  | 20   | 3    | +17    | ●1-3  | ＼    | ○4-0 | ○10-0 | ○5-0   |       |
| 3位  | 宝塚バニーズレディース サッカークラブ | 6    | 2  | 0  | 2  | 10   | 9    | +1     | ●2-4  | ●0-4  | ＼   | ○2-1  | ○6-0   |       |
| 4位  | ジェフユナイテッド市原 レディース     | 3    | 1  | 0  | 3  | 3    | 14   | -11    | ●0-2  | ●0-10 | ●1-2 | ＼    | ○2-0   |       |
| 5位  | ルネサンス フットボールクラブ         | 0    | 0  | 0  | 4  | 0    | 23   | -23    | ●0-10 | ●0-5  | ●0-6 | ●0-2  | ＼     |       |

### 総合順位
| 順位 | チーム                               |
| ---- | ------------------------------------ |
| 1位  | 日テレ・ベレーザ                     |
| 2位  | 伊賀フットボールクラブくノ一         |
| 3位  | 田崎ペルーレFC                       |
| 4位  | YKK東北女子サッカー部フラッパーズ    |
| 5位  | スペランツァF.C.高槻                 |
| 6位  | 浦和レイナス                         |
| 7位  | 宝塚バニーズレディースサッカークラブ |
| 8位  | ジェフユナイテッド市原レディース     |
| 9位  | ルネサンスフットボールクラブ         |

## 個人成績
出典：
- 最優秀選手：原歩（日テレ・ベレーザ）
- 得点王：小林弥生（日テレ・ベレーザ） 4点（上位リーグでの得点数）
- 新人王：山本絵美（田崎ペルーレ）
- 敢闘賞：岸一美（浦和レイナス）、伊藤香菜子（日テレ・ベレーザ）
- 優秀監督賞：大須賀まき（日テレ・ベレーザ）
- フェアプレー賞：日テレ・ベレーザ
- ベストイレブン
  - GK：小野寺志保（日テレ・ベレーザ）
  - DF：大部由美（YKK東北）、藤村智美（伊賀FC）、磯﨑浩美 （田崎ペルーレ）、中地舞（日テレ・ベレーザ）
  - MF：原歩（日テレ・ベレーザ）、酒井與恵（日テレ・ベレーザ）、小林弥生（日テレ・ベレーザ）、川上直子（田崎ペルーレ）
  - FW：佐藤春詠（YKK東北）、井坂美都（伊賀FC）